# Mycalesis anisops
Mycalesis anisops är en fjärilsart som beskrevs av Karsch 1892. Mycalesis anisops ingår i släktet Mycalesis och familjen praktfjärilar. Inga underarter finns listade i Catalogue of Life.